# 藏南风铃草
藏南风铃草（学名：Campanula nakaoi）为桔梗科风铃草属的植物。分布于尼泊尔以及中国大陆的西藏等地，生长于海拔2,800米至3,400米的地区，一般生长在乔松林下及乔松林缘，目前尚未由人工引种栽培。